# SC DHfK Leipzig
Sportclub Deutsche Hochschule für Körperkultur, SC DHfK Leipzig – niemiecki męski klub piłki ręcznej z Lipska, powstały w 1954. Występuje w Bundeslidze.
W okresie Niemieckiej Republiki Demokratycznej klub wywalczył sześć mistrzostw kraju (1959, 1960, 1961, 1962, 1965, 1966), dwukrotnie triumfował też w Pucharze NRD. Ponadto w sezonie 1965/1966 wygrał rozgrywki Pucharu Europy, pokonując w rozegranym 22 kwietnia 1966 meczu finałowym Honvéd Budapest (16:14).
W latach 1993–1995 oraz 2011–2015 klub grał w 2. Bundeslidze. W sezonie 2014/2015 zajął w niej 1. miejsce, wywalczając awans do Bundesligi. W debiutanckim sezonie 2015/2016 wygrał w niej 13 meczów, 4 zremisował i 15 przegrał, kończąc rywalizację na 11. pozycji z dorobkiem 30 punktów. W sezonie 2016/2017 zespół poprawił swój wynik – odniósł 16 zwycięstw, zanotował trzy remisy i 15 porażek, kończąc rozgrywki na 8. miejscu z dorobkiem 35 punktów. Sezon 2017/2018 klub ponownie zakończył na 8. pozycji w tabeli (17 zwycięstw, trzy remisy, 14 porażek).

## Sukcesy
- Bundesliga:
  - 8. miejsce: 2016/2017, 2017/2018
  - 11. miejsce: 2015/2016

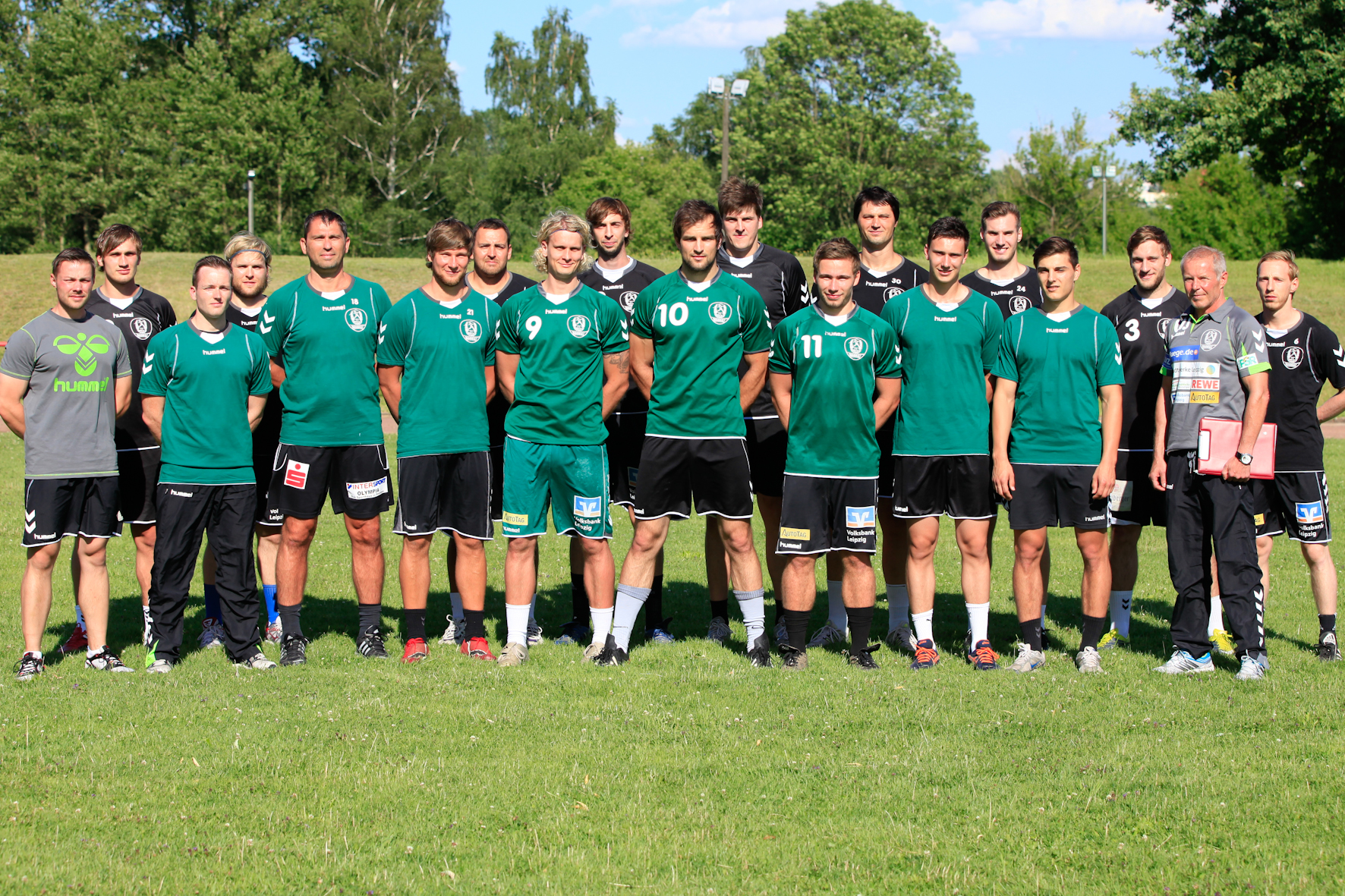
Zespół w sezonie 2012/2013

- Mistrzostwo NRD: 1959, 1960, 1961, 1962, 1965, 1966[1]
- Puchar NRD: 1971, 1972[1]
- Puchar Europy: 1965/1966[2]

## Kadra w sezonie 2020/2021
Opracowano na podstawie materiału źródłowego.
| Bramkarze - 12. Kristian Sæverås - 35. Joel Birlehm Rozgrywający - 7. Luca Witzke - 14. Niclas Pieczkowski - 22. Marko Mamić - 25. Gregor Remke - ? Šime Ivić - ? Lovro Jotić - ? Simon Ernst - ? Oskar Sunnefeldt | Skrzydłowi - 4. Patrick Wiesmach - 8. Lucas Krzikalla - 11. Lukas Binder - 43. Marc Esche Obrotowi - 19. Bastian Roscheck - 28. Maciej Gębala - 34. Alen Milošević |

## Bilans w Bundeslidze
| Sezon                 | Miejsce | M   | W  | R  | P  | Bramki    |
| --------------------- | ------- | --- | -- | -- | -- | --------- |
| 2015/2016             | 11.     | 32  | 13 | 4  | 15 | 856–904   |
| 2016/2017             | 8.      | 34  | 16 | 3  | 15 | 883–871   |
| 2017/2018             | 8.      | 34  | 17 | 3  | 14 | 867–854   |
| Razem                 | Razem   | 100 | 46 | 10 | 44 | 1739–1775 |
| Źródło: 1. Bundesliga |         |     |    |    |    |           |